# 宇治薫
宇治 薫（うじ かおる）は、日本の官能小説家。株式会社フランス書院が2007年に主催した第6回フランス書院文庫官能大賞において大賞を受賞しデビュー。

## 概要
官能小説家としてのデビューは、2009年2月の『はんなりと… 年上の京おんな』である。同作品は第6回フランス書院文庫官能大賞において大賞に選定された『はんなりと… 京の熟女』が改稿されたものである。完成までに8年をかけたという本作は、応募総数1189通の中から6年ぶりに大賞受賞となった。応募時は京都府在住、京都弁の女性をヒロインにすえた作品が特徴である。

## 著書
- はんなりと… 年上の京おんな（2009年2月、フランス書院）
- 囚（とらわれ） 京おんなの柔肌（2009年8月、フランス書院）
- かんにんして 京母娘と家庭教師（2010年6月、フランス書院）